# Abu al-Salt
Abū al‐Ṣalt Umayya ibn ʿAbd al‐ʿAzīz ibn Abī al‐Ṣalt al‐Dānī al‐Andalusī (Dénia, 1068 – Béjaïa, 1134) è stato un uomo universale arabo-andaluso le cui opere astronomiche vennero studiate nei secoli successivi sia in Europa che nel mondo islamico. Fu anche un medico e insegnante di alchimia. Scrisse trattati di medicina, filosofia, musica e storia. Divenne noto in Europa attraverso le traduzioni delle sue opere realizzate nella penisola Iberica e nel sud della Francia. Gli è anche attribuita l'introduzione musica arabo-andalusa a Tunisi, che poi portò allo sviluppo del genere musicale tunisino detto maʾlūf..

## Biografia
Abū al‐Ṣalt nacque a Dénia, in al-Andalus (Spagna islamica). Dopo la morte del padre, quando era ancora un bambino, Abū al‐Ṣalt divenne allievo di al-Waqqashi di Toledo (1017-1095), un collega di al-Zarqali. Dopo aver completato la sua formazione matematica a Siviglia, a causa dei continui conflitti durante la Reconquista,  Abū al‐Ṣalt partì con la famiglia per Alessandria e poi, nel 1096, raggiunse Il Cairo.

Al Cairo entrò al servizio del fatimide al-Mustanṣir bi-llāh e del visir al-Afḍal Shāhanshāh. Operò nella corte fatimide fino al 1108, quando, secondo Ibn Abi Usaybi'a, fallì il suo tentativo di recuperare un grande feluca carica di rame che si era capovolta nel Nilo. Abū al‐Ṣalt aveva costruito un attrezzo meccanico per recuperare l'imbarcazione, ed era vicino al successo quando la macchina di corde di seta si spezzò. Il visir al-Afḍal ordinò l'arresto di Abū al‐Ṣalt, che fu imprigionato per più di tre anni, venendo rilasciato nel 1112.
Abū al‐Ṣalt poi lasciò l'Egitto, raggiungendo Qayrawan, nell'attuale Tunisia, dove entrò al servizio degli Ziridi d'Ifriqiya. Visitò occasionalmente Palermo, lavorando alla corte di Ruggero I di Sicilia come medico.
Morì a Bijāia, nell'attuale Algeria, nel 1134.

## Opere
Abū al‐Ṣalt scrisse quadrivio enciclopedico sulle discipline scientifiche. Questo lavoro si intitolava Kitāb al‐kāfī fī l‐ʿulūm. Era interessato anche all'alchimia ed era desideroso di scoprire un elisir in grado di trasformare il rame in oro e lo stagno in argento.

### Astronomia
- Risāla fī l-ʿamal bi‐l‐asṭurlāb ("Sulla costruzione e l'uso dell'astrolabio")
- La descrizione di tre strumenti astronomici andalusi.
- Ṣifat ʿamal ṣafīḥa jāmiʿa taqawwama bihā jamīʿ al‐kawākib al‐sabʿa ("Descrizione della costruzione e dell'utilizzo di un piatto unico per rilevare la totalità dei movimenti dei sette pianeti"),[1] I sette pianeti sono Mercurio, Venere, la Terra, la Luna, marte, Giove, e Saturno.
- Kitāb al‐wajīz fī ʿilm al‐hayʾa ("Breve trattato sulla cosmologia")
- Ajwiba ʿan masāʾil suʾila ʿanha fa‐ajāba o Ajwiba ʿan masāʾil fī l‐kawn wa l‐ḥabīʿa wa l‐ḥisāb ("Soluzione a domande sulla cosmologia, la fisica e l'aritmetica").
- Un'introduzione all'astronomia.
- Un riassunto dell'Almagesto di Claudio Tolomeo.